# Målning och märkning av ammunition i Sveriges försvarsmakt

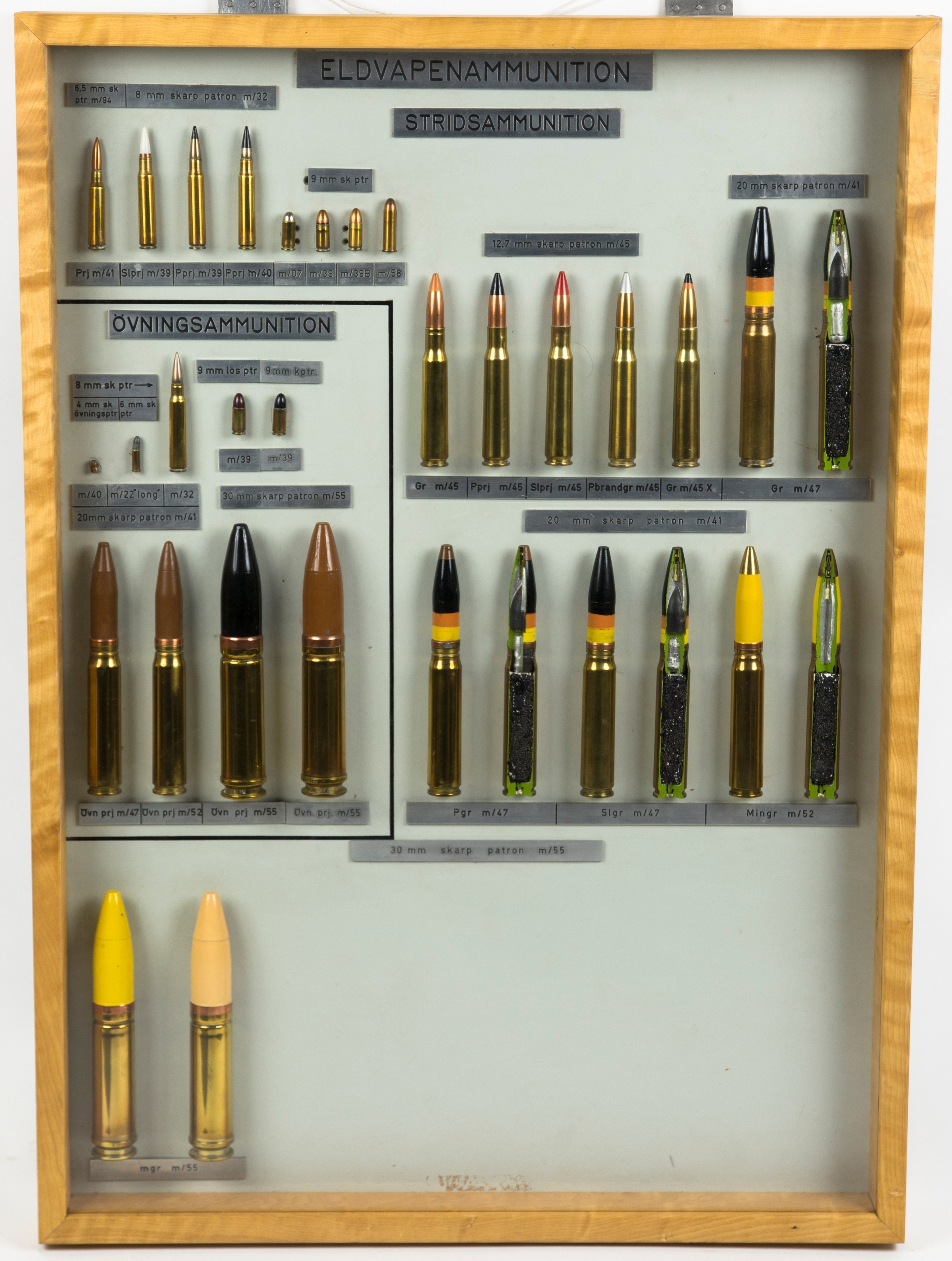
Svensk ammunitionstavla med olika ammunition märkta både enligt svenskt och utländska system.

Den här artikeln behandlar målning och märkning av ammunition såsom det nu utförs och tidigare utförts i Sveriges försvarsmakt.

## Historia
Sveriges försvarsmakt under lång tid använt egna standarder för vilka färger som används för vilka egenskaper hos ammunitionen. I försvarets ammunitionskatalog för 2014 anges 1984 års bestämmelser som den senaste bestämmelsen för märkning och målning av ammunition (förrådsbeteckning: M7762-000150). Under 2000-talet har Försvarsmakten övergått till att använda färger enligt Nato-standarden AOP-2 för viss nyanskaffad ammunition, bland annat finkaliberammunition som har anskaffats efter år 2000. 1984 års bestämmelser används för andra ammunitionstyper och äldre ammunition som finns kvar i organisationen.
I och med Sveriges introduktion i nordatlantiska fördragsorganisationen (NATO) 2024 lär 1984 års bestämmelser för märkning och målning av ammunition så småningom fasas ut till förmån för NATO:s bestämmelser.

## Egenskapsmärkning
Egenskapsmärkning utgörs bland annat av följande slag:
- Färgmärkning – utgörs av grundfärg, märkning, märkbokstav och spårljusmärkning med mera.
- Känselmärkning – utgörs av instansade mönster, rillor med mera för att medge särskiljning i mörker, till exempel signalpatroner med olika färgsignaler.
- Hanteringsmärkning – utgörs av siffror, tecken och dito, vilka anger särskilda egenskaper såsom vikt, mått, tid och modell.
  - Viktmärkning – märkning som anger enhetens eller laddningens vikt eller avvikelser från normalvikt med mera. Viktmärkning i svenska försvarsmakten utgörs av en eller flera fyllda kvadrater av huvudsymbolens märkningsfärg alternativt svarta eller vita viktgruppmärken: – –, –, 0, +, + +. För vissa ammunitionseffekter anges mängden sprängämne i kilogram.
  - Tidmärkning – utgörs av siffror, tecken och dito, vilka anger tiden för verkan (exempelvis rökammunition, lysammunition) eller viss ammunitionseffekt (exempelvis spårljus). Ibland På vissa tändrör är temperingstiderna instansade.
  - Modellmärkning – utgörs av viss modellbeteckning, exempelvis full eller förkortad modellbenämning, förrådsbeteckning, namn eller siffra etc.

## Bokstavsmärken

Pansarspränggranat till 40 mm granatspruta m/92, märkt RSV för riktad sprängverkan.

Bokstavsmärke eller märkbokstav, innan 1994 kallat sammansättningsbokstav (samsbokstav), är ammunitionsmärkning i form av en bokstav eller ett antal bokstäver som utmärker specialitet hos laddningen i ammunition. Nedanstående tabell täcker bland annat följande bokstavsmärken:

### Bokstavsmärken på projektil
| A     | amatol (trotan)                           |
| APT   | apteringsblindprojektil                   |
| B     | blykulor (förfragmentering)               |
| BLIND | demonstrationsblindprojektil              |
| BFL   | basflöde (krutgasgenerator)               |
| E     | hexotol (hexolit)                         |
| F     | fosfor (vit fosfor)                       |
| GRT   | granatkartesch                            |
| H     | hexogen (cyklonit)                        |
| HC    | hexakloretan med zinkstoff eller zinkoxid |
| K     | svartkrut                                 |
| KSV   | kontaktsprängverkan                       |
| L     | trolat                                    |

| LADD  | laddblindprojektil                            |
| LYS   | lysladdad (lyslng)                            |
| MGR   | mingranat                                     |
| N     | nitrolit                                      |
| P     | pentyl                                        |
| R     | röksyra (svaveltrioxid löst i klorsulfonsyra) |
| REA   | reatil                                        |
| RSV   | riktad sprängverkan                           |
| SLUFA | slutfasstyrd/slutfaskorrigerad                |
| S     | stålkulor (förfragmentering)                  |
| ST    | stålkulor (förfragmentering)                  |
| SUB   | substridsdelar                                |

| SUB, MIN | substridsdel, minverkan (tryckvågsverkan) |
| SUB, RSV | substridsdel, riktad sprängverkan         |
| T        | trotyl                                    |
| TEMP     | tempereringsblindprojektil                |
| TI       | titantetraklorid                          |
| Z        | hexotonal                                 |
| ÅSKÅD    | åskådningsammunition                      |
| Ö        | övningsladdad                             |
| ÖVNGAS   | övningsgas                                |
| ÖVNGR    | övningsgranat                             |
| 00 min   | röktid                                    |
| 00 sek   | lystid                                    |

### Bokstavsmärken på hylsa
| E  | ersättningsmaterial |
| PV | pansarvärnsladdning |

## Finkalibrig ammunition
Finkalibrig ammunition, även särskilt som "eldrörsammunition med kaliber mindre än 20 mm", är främst sådan ammunition som skjuts ur handeldvapen och kulsprutor med mera. Sådan har egen målning och märkning från grövre kalibrar (20+ mm).
Notera att olika märkning kan kombineras, alltså projektiler kan både ha grundfärg och flera spetsmärkning.

### Finkalibrig grundmärkning

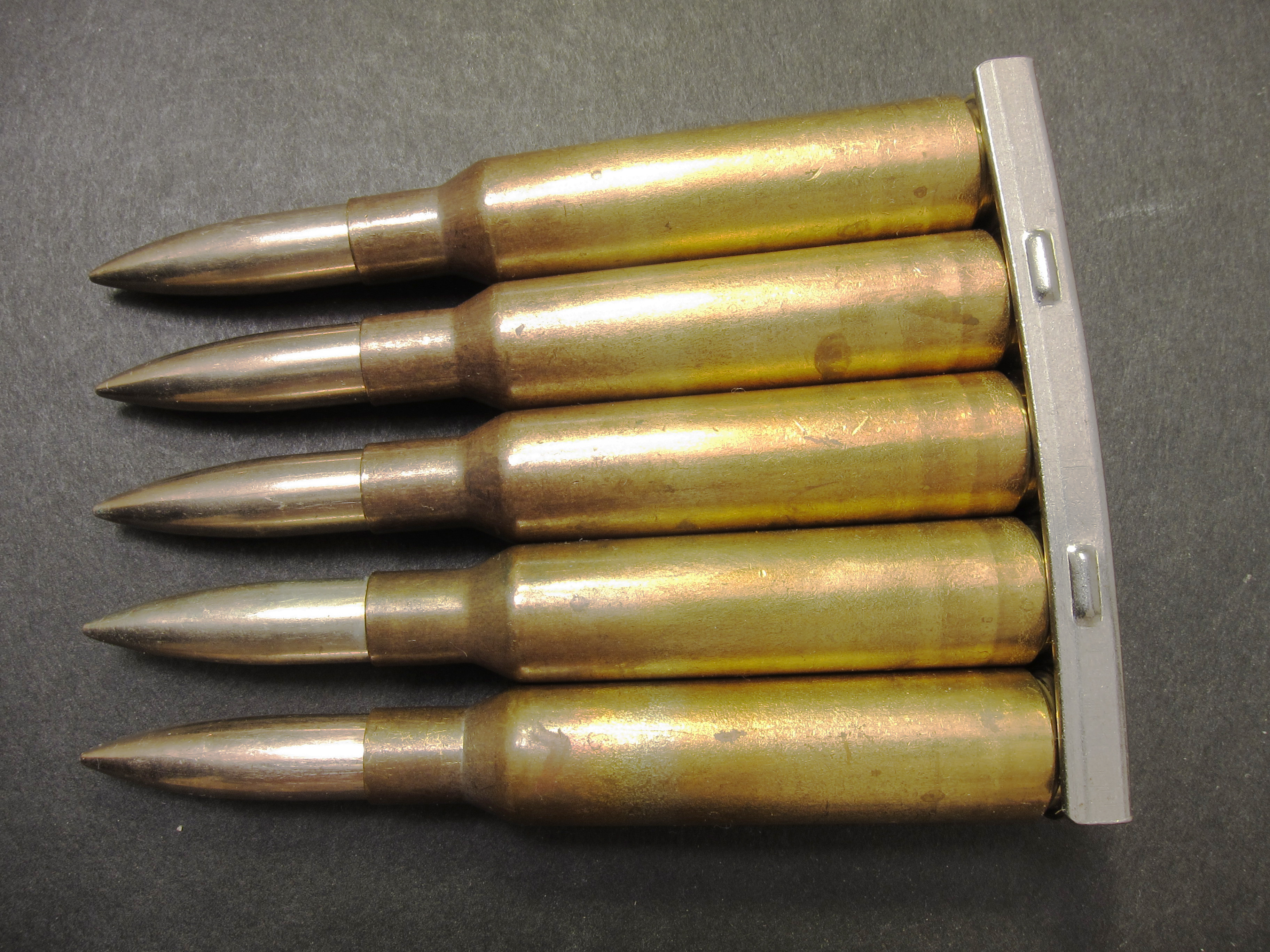
Omålad (omärkt) 6,5 mm patron m/94 laddad med helmantlad normalprojektil, svensktillverkad 1976.

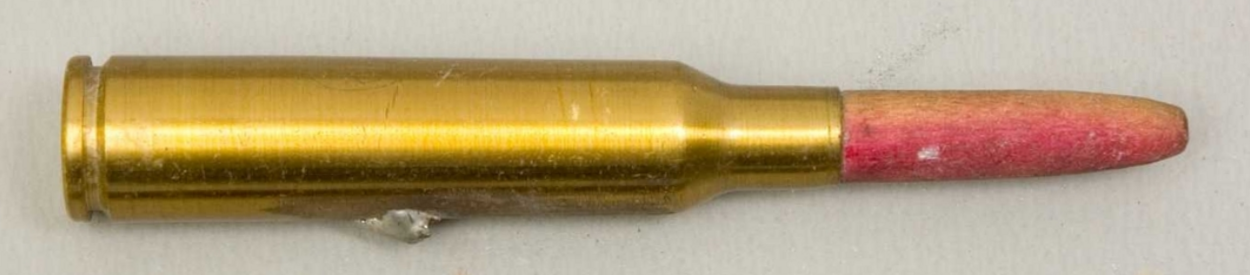
Rödmålad (rödmärkt) 6,5 mm patron m/94 laddad med lös träplugg.

| Grundfärg        | 1938 års bestämmelser eller äldre               | 1942 års bestämmelser                           | 1952 års bestämmelser                           | 1984 års bestämmelser                                               |
| omålad grund     | normalprojektil, övningsprojektil, kammarpatron | normalprojektil, övningsprojektil, kammarpatron | normalprojektil, övningsprojektil, kammarpatron | normalprojektil, stålkärneprojektil, övningsprojektil, kammarpatron |
| gul grund        | –                                               | sprängladdad                                    | sprängladdad                                    | sprängladdad                                                        |
| röd grund        | lösladdad "för eldhandvapen"                    | lösladdad "för eldhandvapen"                    | lösladdad                                       | lösladdad                                                           |
| grön grund       | lösladdad "för kulspruta"                       | blindladdad                                     | blindladdad                                     | blindladdad                                                         |
| orange grund     | –                                               | lösladdad "för kulspruta"                       | –                                               | –                                                                   |
| blå grund        | lösladdad "för krevadkarbin"                    | lösladdad "för krevadkarbin"                    | kammarpatron                                    | övningsladdad                                                       |
| svart grund      | –                                               | –                                               | –                                               | kammarpatron                                                        |
| mörkblå grund    | –                                               | –                                               | –                                               | kammarpatron                                                        |
| förnicklad grund | blindladdad                                     | –                                               | –                                               | –                                                                   |

### Finkalibrig spetsmärkning

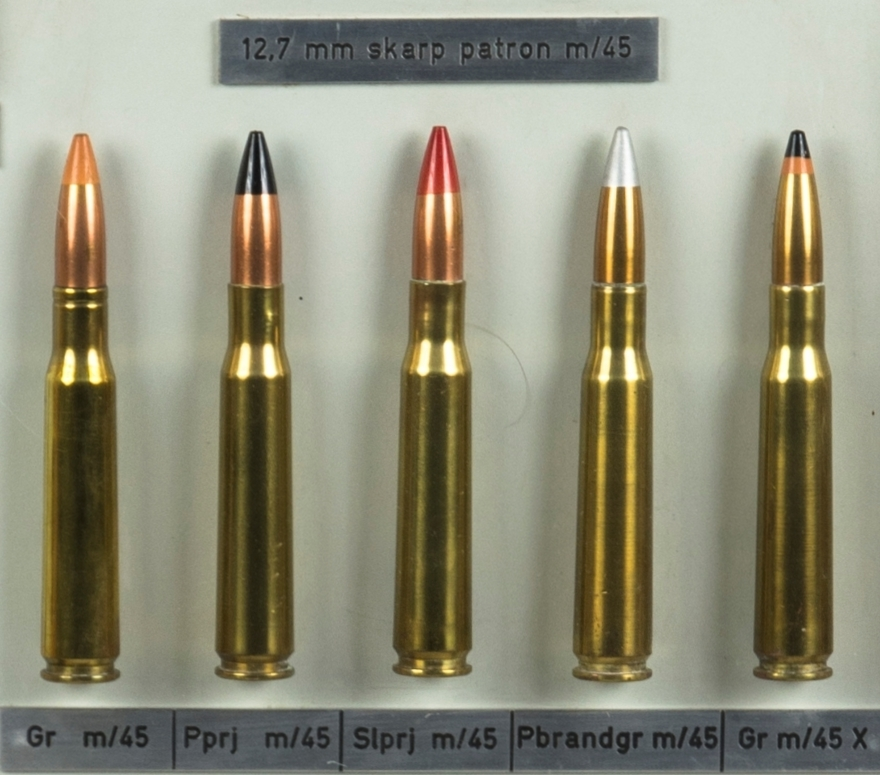
12,7 mm patron m/45 med olika spetsmärkning.

Notera att ammunition kan ha kombinerade spetsmärkningar.
| Spetsmärke             | 1938 års bestämmelser eller äldre | 1942 års bestämmelser            | 1952 års bestämmelser            | 1984 års bestämmelser            |
| omålad spets           | –                                 | –                                | –                                | –                                |
| gul spets              | brandladdad                       | –                                | –                                | brandsprängladdad (äldre)        |
| grön spets             | brandladdad                       | –                                | –                                | brandsprängladdad (från 2000)    |
| vit spets              | –                                 | spårljusladdad                   | spårljusladdad                   | spårljusladdad (äldre)           |
| röd spets              | spårljusladdad                    | –                                | –                                | spårljusladdad (från 2000)       |
| lila spets             | –                                 | –                                | –                                | IR-spårljusladdad                |
| svart spets (5–8 mm)   | pansarbrytande                    | pansarbrytande                   | pansarbrytande                   | pansarbrytande                   |
| svart spets (15–16 mm) | pansarbrytande (hårdmetallkärna)  | pansarbrytande (hårdmetallkärna) | pansarbrytande (hårdmetallkärna) | pansarbrytande (hårdmetallkärna) |
| orange spets           | –                                 | brandladdad                      | brandladdad                      | brandladdad                      |
| brun spets             | barlastad                         | barlastad                        | barlastad                        | barlastad                        |
| blå spets              | övningsladdad                     | övningsladdad                    | övningsladdad                    | övningsladdad                    |

Nedan täcks även utländsk märkning som förekommit (inkomplett lista).
| Spetsmärke         | Land | Verkan                     |
| röd spets          | USA  | spårljusladdad             |
| orange spets       | USA  | spårljusladdad             |
| svart spets        | USA  | pansarbrytande             |
| grön spets         | USA  | pansarbrytande             |
| blå spets          | USA  | brandladdad                |
| silver spets       | USA  | pansarbrytande brandladdad |
| silver/svart spets | USA  | pansarbrytande brandladdad |

### Finkalibrig försegling/tändhatt
Försegling och eller tändhatt märks ibland med färg för att markera olika egenskaper, snarlika modeller eller fabrikat.
| Färgmarkering       | 1938 års bestämmelser eller äldre | 1942-års bestämmelser | 1952-års bestämmelser | 1984-års bestämmelser |
| omålad förseglig/th | –                                 | –                     | –                     | –                     |
| vit försegling/th   | särskiljning                      | särskiljning          | särskiljning          | särskiljning          |
| gul försegling/th   | särskiljning                      | särskiljning          | särskiljning          | särskiljning          |
| röd försegling/th   | särskiljning                      | särskiljning          | särskiljning          | särskiljning          |
| grön försegling/th  | särskiljning                      | särskiljning          | särskiljning          | särskiljning          |
| lila försegling/th  | särskiljning                      | särskiljning          | särskiljning          | särskiljning          |
| svart försegling/th | särskiljning                      | särskiljning          | särskiljning          | särskiljning          |
| blå försegling/th   | –                                 | –                     | övningsladdad         | övningsladdad         |

### Finkalibrig bottenmärkning

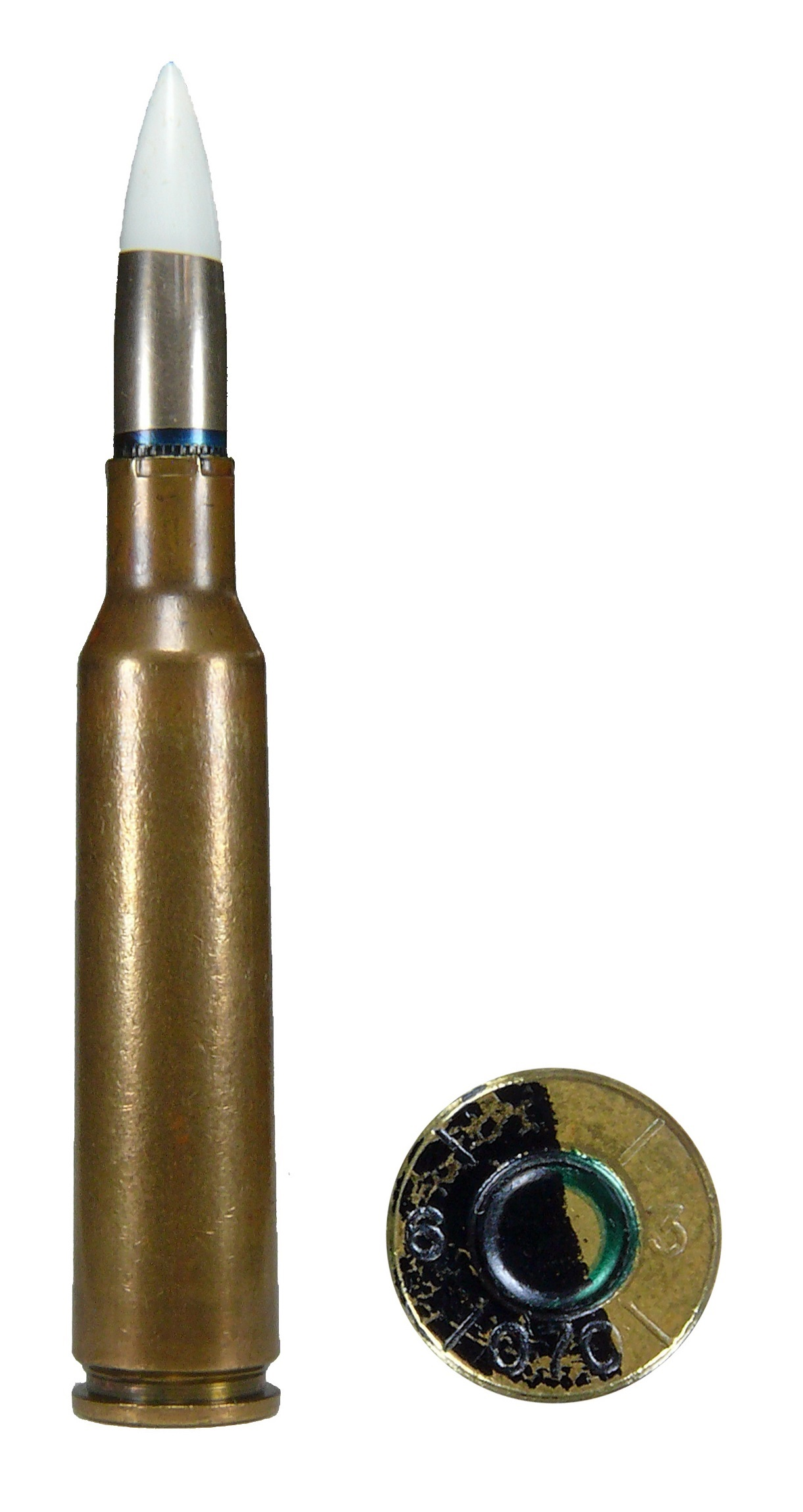
6,5 mm patron m/94 med vit spets (spårljusladdad), blå försegling och tändhatt (övningsladdad), halvsvart hylsbotten (underladdad).

Bottenmärkning avser färgmarkering på hylsbotten, även kallat bakplanet.
| Bottenmärkning     | 1938 års bestämmelser eller äldre | 1942-års bestämmelser | 1952-års bestämmelser | 1984-års bestämmelser |
| omålad botten      | –                                 | –                     | –                     | –                     |
| halva botten svart | –                                 | –                     | underladdad           | underladdad           |

## Grovkalibrig ammunition

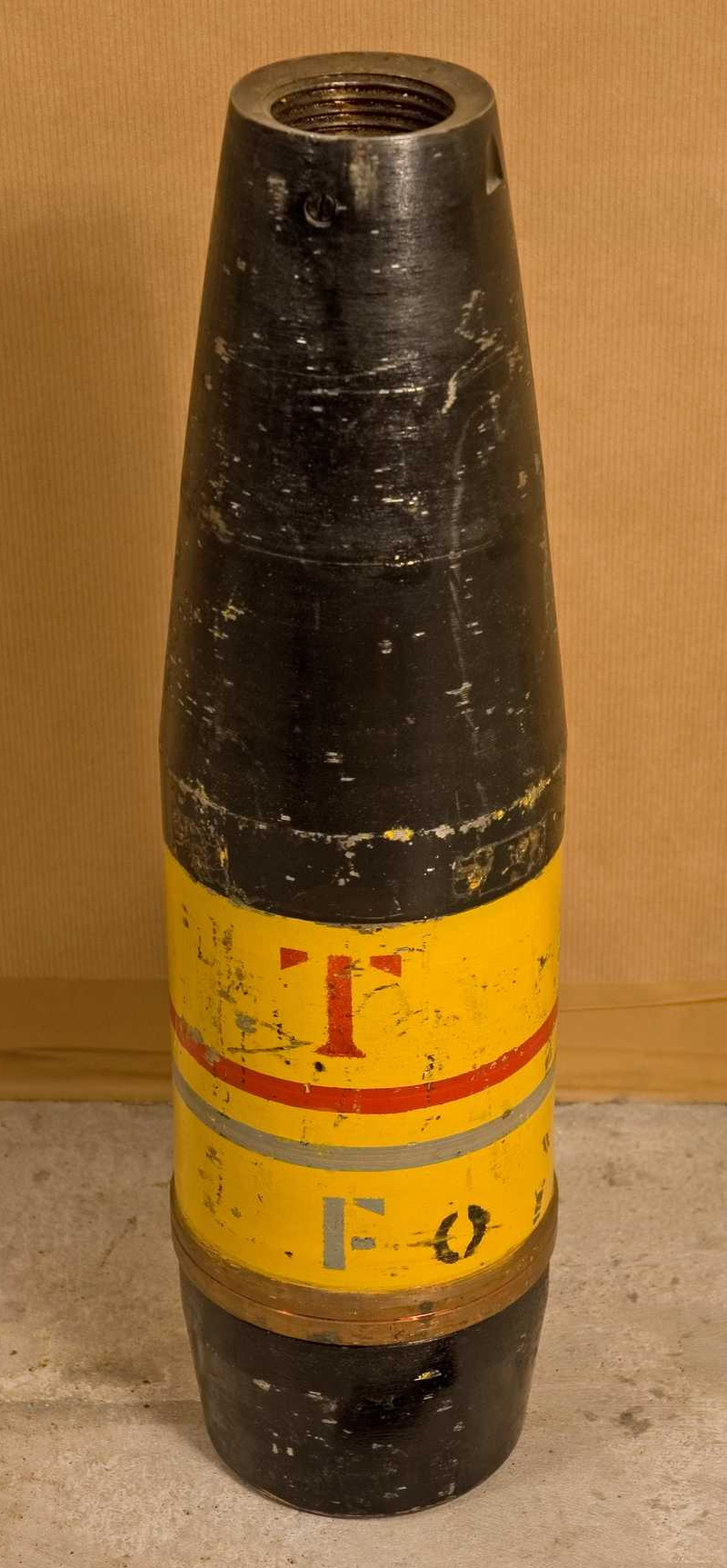
10,5 cm rökspränggranat m/34 i äldre märkning – svart nos och gult liv (granat), röd märkring och märkbokstav T (sprängladdad, trotyl), grå märkring och märkbokstav F (rökladdad, fosfor).

Målning och märkning av grovkalibrig ammunition, även särskilt som "eldrörsammunition med kaliber 20 mm och större", gäller här mellankalibrig (20–60 mm kaliber) och grovkalibrig ammunition (60+ mm kaliber), såsom eldrörsammunition, raketer, robotar och flygbomber, samt även handgranater, minor med mera.

### Grovkalibrig grundmärkning
Grundfärg nedan skiftar mellan ammunition. Robotar är ofta vita eller grå medan minor är maskeringsmålade med eller utan mönster. Eldrörsammunition och flygbomber har traditionellt grundmålats med en mörkgrå ytterfärg. Viss ammunition är grundligen omålade eller specialytbehandlade.
| Grundfärg          | 1938 års bestämmelser eller äldre | 1942 års bestämmelser | 1952 års bestämmelser | 1984 års bestämmelser  |
| grundfärg          | –                                 | –                     | –                     | –                      |
| svart grund        | pansarprojektil                   | pansarbrytande        | pansarbrytande        | pansarbrytande         |
| svart nos/gult liv | granatammunition                  | –                     | –                     | –                      |
| gul grund          | sprängladdad                      | sprängladdad          | sprängladdad          | sprängladdad           |
| röd grund          | –                                 | halvpansarbrytande    | halvpansarbrytande    | halvpansarbrytande     |
| brun grund         | granatkartesch                    | barlastladdad         | barlastladdad         | barlastladdad          |
| blå grund          | övningsladdad                     | övningsladdad         | övningsladdad         | övningsladdad          |
| grön grund         | –                                 | blindladdad           | blindladdad           | blindladdad            |
| vit grund          | –                                 | –                     | –                     | eldmarkeringsprojektil |

### Grovkalibrig ringmärkning

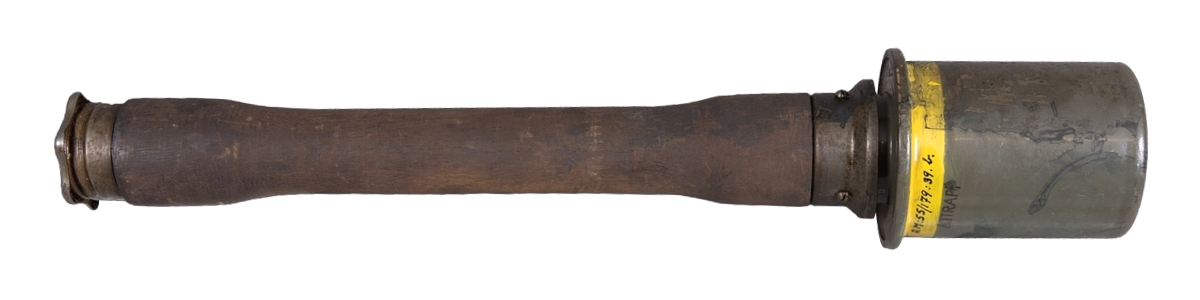
Fil:Spränghandgranat m/39 märkt med gul märkring (sprängladdad).

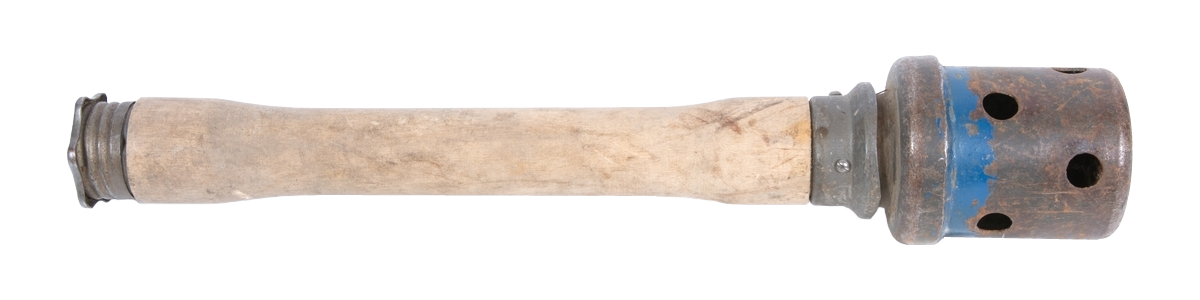
Övningshandgranat m/39 märkt med blå märkring (övningsladdad).

Ringmärke eller märkring, tidigare sammansättningsring eller apteringsring, är en färgad ring runt ammunitions liv (kropp) som utmärker laddningens huvudart.
| Ringmärke/märkring | 1938 års bestämmelser eller äldre | 1942 års bestämmelser | 1952 års bestämmelser | 1984 års bestämmelser |
| Gul ring           | gult spårljusladdad               | sprängladdad          | sprängladdad          | sprängladdad          |
| Svart ring         | –                                 | pansarbrytande        | pansarbrytande        | pansarbrytande        |
| Orange ring        | –                                 | brandladdad           | brandladdad           | brandladdad           |
| Röd ring           | sprängladdad                      | rött spårljusladdad   | rött spårljusladdad   | rött spårljusladdad   |
| Vit ring           | vitt spårljusladdad               | vitt spårljusladdad   | vitt spårljusladdad   | vitt spårljusladdad   |
| Grå ring           | rökladdad                         | rökladdad             | rökladdad             | rökladdad             |
| Brun ring          | barlastladdad                     | barlastladdad         | barlastladdad         | barlastladdad         |
| Blå ring           | övningsladdad                     | övningsladdad         | övningsladdad         | övningsladdad         |
| Grön ring          | –                                 | blindladdad           | blindladdad           | blindladdad           |